# 變調的灰姑娘
《變調的灰姑娘》是在2021年2月5日上映的日本懸疑電影，渡部亮平執導，土屋太鳳主演，田中圭參演。故事改編自蔦屋書店2016年原創故事大賽得獎作品。
臺灣於2021年8月27日上映。

## 演員列表
- 福浦小春：土屋太鳳
- 泉澤大悟：田中圭
- 泉澤光：COCO
- 福浦千夏：山田杏奈
- 福浦一郎：Teacher
- 志乃：安藤輪子
- 金澤美穗
- 福浦小春的前男友：水石亞飛夢
- 中村靖日
- 正名僕藏
- 山田真未：桝田幸希
- 泉澤美智代：銀粉蝶
- 福浦正秋：石橋凌

## 外部連結
- 官方网站（日語）
- 變調的灰姑娘的X（前Twitter）
- 變調的灰姑娘的Facebook專頁
- 變調的灰姑娘的Instagram帳戶